# Пенькозаводской (Покровский район)
Пенькозаводско́й — посёлок в Покровском районе Орловской области России. Входит в состав Ретинского сельского поселения.

## География
Посёлок находится на левом берегу реки Кунач, на расстоянии 4 км к востоку посёлка городского типа Покровское, административного центра района.

### Часовой пояс
Посёлок Пенькозаводской, как и вся Орловская область, находится в часовой зоне МСК (московское время). Смещение применяемого времени относительно UTC составляет +3:00.

## Население
| 2002 | 2010 |
| ---- | ---- |
| 90   | ↘68  |

## Улицы
В посёлке имеется одна улица — Заречная.